# Bicilia
Bicilia é um gênero de mariposa pertencente à família Crambidae.